# Драгичево
Драгичево е село в Западна България. То се намира в община Перник, област Перник.

## География
Село Драгичево е разположено на югозападния склон на планината Люлин, във Владайската седловина, на височина 740 метра. Поради околните свлачища и ровини една от четирите махали на селото – Старо село, е изместена към гарата. Умереноконтинентален климат. Главно ерозирани канелени почви. Поради близостта на селото до Перник и София през годините населението се увеличава. Няма миграционен процес. Селото е изходен пункт към курорта Рударци и към Селимишкия дял на Витоша. Преди Освобождението половината от землището на селото е било покрито с гъсти и хубави дъбови гори. Сега са запазени малки периметри от тях. Селото е разположено около жп линия София – Перник и се състои от четири махали, които носят имената на местността в която са застроени – Калиница, Реката, Гарата и Рударска.
Старо село е най-старата част на селото. Тя лежи северно от гара Драгичево, Поради свлачищата, населението напуска тази местност и се заселва в другите махали. Калиница – намира се между Старо село и Гарата. Още по на юг в долината на р. Голобрежка е махала Реката.
Рударска махала – намира се по пътя за с. Рударци. Това е най-новата махала в селото.

## История
Най-горното течение на река Струма в древността е обитавано от тракийското племе Агриани. Предполага се, че името Граово произлиза от името на това племе, което означава „хора от полето“. Агрианите обичали да групират жилищата си на селца, разположени край реките и потоците, идващи от Витоша и Голо бърдо, сгушени в естествено защитените им склонове. Занимавали се предимно със земеделие и скотовъдство. На агрианите не е било чуждо и изкуството, особено певческото и музиката. Те тачели полумитическия родопски певец Орфей. Като наши предшественици агрианите падат под македонска, римска и византийска власт. Селището Перник и околните села в това число и Драгичево, възникват на важния път, свързващ Сердика и Пауталия, като междуселищни пощенски станции. В реда на тези думи може да се отбележи варовиковата база, изкопана през 1949 година в оброчището на южния край на село Драгичево. надписът, открит там, е на гръцки език в сихотворна форма, посветен на Персефона. През VII век по горното течение на Струма се появили славяните, които се смесили с агрианите. Предполага се, че прилюлинското Драгичево, се е появило като селище през XVII век. През 1683-84 година се споменава за първи път за съществуването му. За първи път е нанесено на карта през 1715 година от Фердинанд фон Хохщетер. Реката, преминаваща през селото, се нарича Голобрежка. През времето на османската власт Драгичево е под владение на Ибрахим бей. Смята се, че селото носи името си на драговичите. През вековете названията са се променяли: Драгишчува – 1420; Драгиджува – 1576 г. и Драгичува – 1728 г. В началото селото е имало около 20 къщи, разположени на склона над махала Калиница. И днес местността носи името Старо село. Останки от него има и днес: прагът на някогашното училище, останки от една-две къщи и старата черква с камбанарията, която, въпреки ме е останала без глас, бди от височината над драгичевци.
Днешното село е изградено над антично селище:
- Римска вила рустика – в новия квартал на селото. При строителството на този квартал се разкриват стени от ломен камък и тухли, споени с хоросанова спойка и архитектурни детайли. Открита е и антична строителна и битова керамика, оброчни плочки и варовикова база. Ограничените размери на площта, заета от античното строителство, както и произхождащите от селото култови паметници дават основание да се предположи, че тук е имало антична вила или светилище.
- Антично селище – м. Маниш, около 2.5 км южно от селото, южно на пътя за София, при разклона за село Рударци. На площ от около 10-15 дка са намерено археологически материали от антично селище. Тук са разкривани стени, изградени от ломен камък с хоросанова спойка, изваждани се цели тухли, намирана е много керамика и монети.
- Античен могилен некропол – м. Връгите, северозападно от селото, по билото на малкото възвишение. Топонимът Връгите разкрива, че някога тук е имало могилен некропол. В миналото тук са разкривани често гробове, които по описанието можем да отнесем към античността. Някои от тях безспорно са били в могилен насип. Могилният некропол е в близост с античните селища от с. Драгичево, синхроничен е с тях и безспорно принадлежи към тях.

## Забележителности
Църква
През 1862 година дядо Филе Докузки започва строителството на черква в село Драгичево. Османските власти са разрешили издигането на храма, но при условие, че половината от нея да бъде в земята, така че като се качи мюсюлманин на коня си, черквата да не е по-висока от него. Градежът на храма „Успение Богородично“ приключва през 1866 година, а през 1932 г. черквата е преустроена. С течение на годините свещената сграда започва да рухва, за което помага и свлачището в махала „Старо село“, причинено от минаващата там подземна река. То принуждава и най-старите заселници да се преместят на юг, където наследниците им остават и до днес. Старата черква можеше да се запази, споделят местните, но такива бяха годините – на безверие и атеизъм. От стария храм са запазени няколко икони, които днес могат де се видят в новопостроената черква, носеща същото име – „Успение Богородично“. Градежът на новата черква, намираща се в махала Калиница, започва през 2001 година. Осем месеца след първата копка – на 26 август, храмът е официално открит и осветен от патриарх Максим. Черквата изцяло е построена с дарения и се обслужва от отец Стоян.
Училище
Началото на просветното дело в село Драгичево датира от 60-те, 70-те години на XIX век. Ограмотяването на децата ставало от енорийски свещеник поп Анани от село Църква. През есента на 1878 година училището се подслонява в бившата къща на турски чифликчия, а заслугата е на дългогодишния учител Илия Костов. Училището от онова време имало две стаи – голямата служела за класна стая, а малката за канцелария. Поради нездравия терен къщата на турския чифликчия се разпада и училището от 1895 до 1909 година се помещава в магерницата. През 1912 година по предложение на училищното настоятелство, населението в Драгичево взима решение да построи специална сграда за обучението на децата. За направата и всяко семейство трябвало да докара по пет коли камъни, да направи по 500 тухли и да докара по половин кубик дървен материал. С най-големи заслуги за изграждането му е Христо Лазов, а сред най-тачените просветници в селото е Симеон Иванов Симеонов.
Читалище
На 10.12.1922 година в с. Драгичево се основава народно „драгичевско“ читалище, утвърдено от Министерството на Народното Просвещение със заповед № 718/14.02.1923 година с празник „Богоявление“ и с председател Симеон Иванов Симеонов. Господин Симеонов полага големи усилия за издигане на селото в културно-просветно отношение, подпомогнат от будни жители на Драгичево – народния представител тогава г-н Лазов, кметския наместник г-н Здравко Георгиев, касиера на кооперацията г.н Темелаки Васев, Крум Митов, буден младеж и много други. Г-н Лазов подарява на новообразуваното читалище 1000 лева, други 100, 50 и пр. Събира се значителна сума. Даряват книги, а и купуват такива кати ги нареждат в малко долапче в училищната канцелария. Основателите на това просветно и народополезно огнище, сътворено с много жар и вдъхновение са 31, както следва: Симеон Иванов Смеонов, Темелаки Васев, Здравчо Георев, Крум Андонов Митов, Атанас Стоичков, Димитър Стоев, Борис Добренов, Васил Иванов, Александър Тоскин, Станко Илиев Керин, Христо Лазов, Ефтим Тренев, Лазар Накев, Борис поп Симеонов, Тимчо Мартинов, Владимир Митов, Ефтим Добренов, Славко Стоянов, Кръсто Пейчев, Стамен Рангелов, Зафир Манолов, Ваклин Кацаров, Трайко Матев, Марко Матев, Милан Костов, Стефан поп Минев, Елена Димитрова, Михаил Богданов, Мито Тодоров, Тодор Ценев и Костадин Илиев са ентусиастите, които със завидна прозорливост слагат началото. Организирани са вечерни курсове, изнасяни са четения, реферати, вечеринки с литературен характер, утра-матинета театрални пиеси и др. в празничните дни. През 1930 година е построена сцена в една от училищните стаи. През 1935 година читалището се преименува на името на писателя Стилиян Чилингиров. През 1942 година с писмо на Министерството на народното просвещение уведомяват, че съгласно чл.5 от Закона за наименованията не може читалището ни да се именува „Стилиян Чилингиров“, тъй като той е още жив и е необходимо да се избере друго име на заслужил българин, но той да е починал преди повече от 20 години. Тогава читалището сменя името си в „Пробуда“, както е и до днес. Още от създаването се и създава фонд „Постройка“ където непрекъснато се набират средства /към 1944 година сумата по този фонд е 25 619.00 лв./. През 1945 година читалищната дейност замира поради мобилизирането на по-голяма част от деятелните читалищни членове в т.ч. и председателя тогава свещ. Стефан Станев. През 1950 година сумата по фонд „Постройка“ е 23 595 лв. и през 1954 година започва строежа на читалищна сграда. Строежът се извършва на стопански начала без осигурени капитоловложения и лимит. През 1961 година сградата е още в строеж, но библиотеката е нанесена. Въпреки недовършения салон редовно се прожектират филми. През 1962 година сградата гостоприемно отваря вратите си за една по-обемна, по-целенасочена и резултатна дейност. Функционират – фолклорна шесторка, индивидуални изпълнители на народни песни, битов хор, театрална трупа, детски и младежки танцови състави, група за рецитация. Още през 1979 година се вижда, че новопостроената сграда е строена без перспектива, няма условия за дейност, за репетиции, много трудно се отоплява. На 25.12.1982 година на тържествено честване на 60-годишния юбилей на читалището е връчен орден "Кирил и Методий I степен. В летописната книга на читалището са съхранени писма на първия Председател Симеон Иванов Симеонов. От 1987 година започва да се чества деня на зетьовете – събор. Събора се провежда до 1991 година – замира поради слеб интерес от самите зетьове, т.е. нежеланието им да се включват в хумористичната програма. От 1992 година председател на читалището е Валентина Милева. С много плам са организирани и проведени традиционните празници Тодоровден, Цветница, Лазаруване, Великден, Коледа, традиционен събор на селото, както и многобройни изяви на самодейците в различни мероприятия на общинско ниво където печелят грамоти и награди. С голямо въодушевление протичат честванията – „Ден на родилната помощ“, „Ден на славянската писменост и култура“, „Ден на будителите“, „Ден на детето“ и др. През 2002 година е създадена сурвакарската група в с. Драгичево. Самодейните колективи към читалището участват във всички местни, общински, областни и национални празници и фолклорни събори където печелят грамоти, дипломи, парични награди, статуетки, плакети. От 2006 година колективите излизат и извън страната на турнета – гр. Бодрум – Турция, гр. Птуй – Словения, гр. Будва – Черна гора, гр. Лесковац – Сърбия, гр. Ставрос – Гърция, гр. Прилеп – Македония. Вече имат и изява на сцената на зала 1 в НДК – София. Читалището разработва проекти към МОСВ, МК /всяка година/и ги печели. Предстои внасяне на проекти по програма „Лале“ и „Красива България“.

## Редовни събития
Местни празници:
- църква – 15 август.
- село – събор на 2 юни пред паметника на загинали отечественофронтовци от с. Драгичево Сава Асенов и Александър Боянов
- традиционен събор – последната неделя на август.

## Транспорт
- На гара Драгичево спират всички пътнически влакове, пътуващи по линията София – Перник.
- Маршрутка № 23, обслужваща линията Драгичево – Перник – Драгичево;
- Маршрутка, обслужваща линията Драгичево – София -Рударци-Кладница. Тръгва на всеки час от село Кладница и на всеки час от София /Руски паметник/.